# Seqüència gregoriana
La seqüència gregoriana és una composició sil·làbica en versos llatins, de tradició germànica, dins l'Església catòlica medieval. Designava inicialment qualsevol “manifestació d'alegria”. La seva creació com a cançó religiosa sovint éstà atribuïda a Notker Balbulus de l'Abadia de Sankt Gallen a Suïssa, però és cert que Notker va inspirar-se de fonts que se situen l'origen a Normandia. Notker segur va ser el que va introduir el cant als països de parla alemanya. Es convertirà en una composició independent al segle següent. La seqüència té un esquema antifonal: el precantor canta una antífona el cor canta el cos del text, sovint dividit en dues parts: el cor dret canta els versos parells i el cor esquerra els versos senars. A la fi el precantor repeteix l'antífona. Es van compondre milers de peces d'aquest tipus fins al Concili de Trento (1545-1563) durant el qual seran gairebé totes prohibides.
El concili volia tornar a una tradició gregoriana considerada com a més pura, per la seva gran difusió i la seva conformitat estilística amb els ideals de la contrareforma. Es va permetre que perduressin cinc seqüències: Victimae paschali, Veni, Sancte Spiritus, Lauda Sion, Dies Irae i Stabat Mater, aquesta darrera recuperada el 1727.